# Michalis Bakakis
Michalis Bakakis (gr. Μιχάλης Μπακάκης; ur. 18 marca 1991 w Agrinio) – grecki piłkarz grający na pozycji obrońcy w AEK Ateny.

## Kariera klubowa
Bakakis rozpoczął karierę w Panetolikos GFS. W 2008 został włączony do pierwszej drużyny tego klubu. W sierpniu 2011 trafił do AO Chania. W lipcu 2012 wrócił do Panetolikosu. W kwietniu 2014 podpisał trzyletni kontrakt z AEK Ateny.

## Kariera reprezentacyjna
W reprezentacji Grecji zadebiutował 18 listopada 2014 w przegranym 0:2 meczu z Serbią.